# 姫路市立中央体育館
姫路市立中央体育館（ひめじしりつちゅうおうたいいくかん）は、兵庫県姫路市の手柄山平和公園内にある体育館。SVリーグのヴィクトリーナ姫路、Wリーグの姫路イーグレッツの本拠地である。

## 施設設備
- 1階
  - 第1競技場
    - バレーボール：3面
    - バスケットボール：3面
    - テニス：3面、
    - バドミントン：12面
    - 卓球：約24台
    - ハンドボール：1面
    - 体操競技：1式
    - 他

  - 第1会議室：約60名
  - 選手控室：約30名
  - 役員室：約45名
- 2階
  - 第1競技場の観覧席：固定席1960席
  - 第2会議室：約30名
- 3階
  - 第2競技場
    - バレーボール：1面
    - バスケットボール：1面
    - テニス：1面、
    - バドミントン：1面
    - 卓球：約8台

  - 相撲場

## 利用案内
- 利用時間：午前9時-午後9時
- 休館日：年末・年始（12月28日-1月4日）

## 交通
- 手柄駅（山陽電気鉄道本線）より徒歩10分。
- 神姫バス「手柄山中央公園口」下車。

## 周辺情報
- 手柄山平和公園
  - 姫路市平和資料館
  - 姫路市立水族館
  - 姫路市立手柄山温室植物園
  - 姫路市文化センター
  - ひめじ手柄山遊園
  - 姫路市民プール
  - 兵庫県立武道館
  - 姫路市立陸上競技場
  - 手柄山テニスコート
  - 姫路市緑の相談所

## 命名権
2015年（平成27年）7月1日より姫路ケーブルテレビが命名権を取得し、契約期間満了日の2020年（令和2年）3月31日までは、呼称を同局の愛称に由来する「ウインク体育館」としていた。
2020年4月1日以降も姫路ケーブルテレビが命名権を更新したが、その際にヴィクトリーナ姫路が姫路市と姫路ケーブルテレビの了承を得た上で命名権の一部を借り、呼称が「ヴィクトリーナ・ウインク体育館」に変更された。

## その他
- 監督の眞鍋政義が姫路出身ということもありバレーボール日本女子代表の合宿が行われている（2013年9月、2014年6月）[4][5][6][7][8][9][10][11][12][13]。
- バレーボール・V.LEAGUE女子の公式戦が毎年開催されていて、2017/18シーズンまでは久光スプリングスがホームゲームを開催していた（2018/19シーズンは施設改修工事と重なったため開催せず）。ヴィクトリーナ姫路がV1リーグに昇格した2019/20シーズン以降は全て姫路の主催試合となっているが、毎年必ず久光戦が組まれている。
- 2013年4月1日、大相撲の春巡業（姫路場所）が行われた[14]。
- B.LEAGUEの神戸ストークスのホームアリーナのひとつになっている。
- 2022年よりW LEAGUEに参入する姫路イーグレッツのホームアリーナとして使用されている。